# Šasija
Šasija je jedan od tri osnovna dijela motornog vozila (uz karoseriju i opremu motornog vozila).
Pod pojmom šasija motornog vozila podrazumijevaju se sljedeći dijelovi motornog vozila:
- motor (kao osnovni skup)
  - uređaji za napajanje gorivom, podmazivanje, hlađenje, paljenje (kod Ottova motora)
  - transmisija (spojka (kvačilo), mjenjač, kardansko vratilo, pogonski most)
- hodni dijelovi (okvir, ovješenje, osovine s kotačima)
- uređaj za upravljanje (volan s dijelovima)
- uređaj za kočenje (kočnice s dijelovima)
- elektro uređaji (akumulator, alternator, svjetla i signalizacija)